# Aspergirl
Production
Diffusion
Aspergirl est une mini-série franco-belge en dix épisodes de 26 minutes réalisée par Lola Roqueplo et diffusée en France du 6 avril au 4 mai 2023 sur OCS et en Belgique du 26 novembre au 24 décembre 2023 sur RTL tvi.
Cette fiction est une coproduction de la société française Patafilm et de la société belge Velvet Films pour la chaîne de télévision d'Orange OCS Signature et pour la chaîne belge RTL tvi,,, réalisée avec la participation de BeTV ainsi que le soutien de la région Hauts-de-France et du Tax shelter du gouvernement fédéral belge.
La série est présentée en première mondiale au Festival Séries Mania à Lille en mars 2023 où Carel Brown remporte le prix du meilleur acteur.

## Synopsis
La série retrace la vie atypique de Louison, mère célibataire depuis peu, et de son fils Guilhem, 11 ans. Après que son fils a blessé un camarade avec une fourchette lors de son entrée en 6ème, il est diagnostiqué sur le spectre de l'autisme. Lors de la même consultation, Louison reçoit le même diagnostic.
En parallèle, une enquête sociale commence afin d'établir si elle peut conserver la garde de Guilhem. Louison élabore alors une stratégie pour paraitre la plus "normale" possible aux yeux de l'enquêteur social.

## Distribution
- Nicole Ferroni : Louison Piranshahari
- Carel Brown : Guilhem, le fils de Louison
- Mustapha Abourachid : Reza Piranshahari, ex-compagnon de Louison
- Suzanne de Baecque : Flora, sœur de Louison
- Victoire Du Bois : Ariane, collègue de Louison au supermarché
- Wassim Loqmane : Houcine
- Benjamin Tranié : Lemonial
- Hélène Theunissen : Irène
- Jean-Henri Compère : Guy
- Sandra Zidani : Mme Fraudin
- Alex Vizorek : le DRH du centre de tri
- Noémie Chicheportiche : Delphine Gerbaud, ex de Reza

## Production

### Genèse et développement
La série est créée par Judith Godinot et Hadrien Cousin, sur une idée originale de Sophie Talneau et réalisée par Lola Roqueplo,.

### Attribution des rôles
L'humoriste belge Alex Vizorek joue le rôle d'un directeur des ressources humaines peu commode qui mène la vie dure à Louison : « Mon personnage me fait un peu penser à Louis de Funès. C'est l'exemple type d'un gars qui a du pouvoir mais qui l'utilise mal ». « J'ai adopté un style un peu particulier. J'ai dû enfiler une chemise à manches courtes et une cravate pas assortie du tout. Et, cerise sur le gâteau, j'ai dû mettre un bandeau dans les cheveux comme les anciens joueurs de football italiens ». « Dans Aspergirl, il est question d'un sujet que je ne connaissais pas bien et dont on ne parle pas beaucoup. Donc, ça me tentait d'y participer ».

### Tournage
Le tournage de la série a lieu de juin à fin juillet 2022 dans la région de Lille, dans le département du Nord en région Hauts-de-France.
Julie Dachez, autrice et chercheuse autiste, a collaboré au scénario comme consultante.

### Fiche technique
Sauf indication contraire, les informations mentionnées dans cette section peuvent être confirmées par la base de données cinématographiques Allociné,  présente dans la section « Liens externes ».
- Titre français : Aspergirl
- Genre : Comédie
- Production : Antonin Ehrenberg, Sebastian Schelenz[2]
- Sociétés de production : Patafilm, Velvet Films[2]
- Réalisation : Lola Roqueplo
- Scénario : Judith Godinot, Hadrien Cousin[2]
- Musique : Prudence (Olivia Merilahti)
- Décors : Amande Rémusat
- Costumes : Emily Beer
- Photographie : Till Leprêtre
- Son : David Ferral
- Montage : Marylou Vergez, Guillaume Lauras
- Maquillage : Mathilde Dhordain
- Coiffure : Véronique Duez
- Pays de production :  France /  Belgique
- Langue originale : français
- Format : couleur
- Nombre de saisons : 1
- Nombre d'épisodes[2],[7] : 10
- Durée : 22 minutes[2],[7]
- Date de première diffusion :
  - France : 6 avril 2023 sur OCS
  - Belgique : 26 novembre 2023 sur RTL tvi

## Épisodes
Saison 1
1. Normale, c'est quand personne te regarde
2. Je suis comme les autres chacals
3. Mercredi, c'est permis
4. Je t'ai fait des lasagnes
5. Mais ça parle pas un volcan
6. Vous connaissez ce chien ?
7. Faites-la taire
8. Ça veut dire avec la langue
9. On n'a jamais été populaires
10. Ça sent les salsifis !

Saison 2
1. Sur Mars
2. Le plan Yuki
3. Une copine terrienne
4. Taxi !
5. Zgougou
6. Mort à la science !
7. Zad' suffit
8. Depuis le début, c'est toi

## Accueil

### Audiences et diffusion

#### En Belgique
En Belgique, la série est diffusée le dimanche à 22 h 30 sur RTL tvi par salve de deux épisodes du 26 novembre au 24 décembre 2023.
Les deux premiers épisodes sont regardés par 113 384 téléspectateurs mais les autres épisodes recueillent une audience tellement faible qu'elle n'est pas communiquée par le site de mesure d'audience Cim.be.

### Distinction
- Festival Séries Mania 2023 : prix du meilleur acteur en compétition française pour Carel Brown[6]

### Accueil critique
La série est accueillie positivement par la presse, notamment par le CNC et Le Monde.
Pour le site Ciné Série, « La série Aspergirl nous fait rire et réfléchir. Les épisodes peignent le portrait très touchant d'une mère qui se démène pour faire de son mieux avec son fils. Nicole Ferroni interprète cette femme qui présente des troubles du spectre autistique sans jamais en faire trop. Avec son énergie communicative, l'actrice incarne tout ce qu'il y a d'universel dans son personnage, une femme libre qui défend son droit de vivre sans répondre à une injonction sociale ».
Mélanie Fazi, dans Numerama, est plus nuancée. Elle même autiste, elle relève la maladresse du titre, faisant référence au syndrome d'Asperger aujourd'hui obsolète et associant l'autisme au médecin eugéniste et nazi Hans Asperger. Elle cite toutefois trois scènes de la série qui résonnent avec sa propre vie mais regrette que le trait soit « par moments assez forcé ».